# Niny
Niny (ros. Нины) – wieś w Rosji, w Kraju Stawropolskim, w rejonie sowietskim. W 2010 liczyła 4121 mieszkańców.